# Ernemont-Boutavent
Ernemont-Boutavent är en kommun i departementet Oise i regionen Hauts-de-France i norra Frankrike. Kommunen ligger i kantonen Songeons som tillhör arrondissementet Beauvais. År 2022 hade Ernemont-Boutavent 176 invånare.

## Befolkningsutveckling
Antalet invånare i kommunen Ernemont-Boutavent
| Referens: INSEE |